# John Neville
John Reginald Neville (Londra, 2 maggio 1925 – Toronto, 19 novembre 2011) è stato un attore britannico.

## Biografia
Dopo aver frequentato la Chiswick County School, un istituto per soli ragazzi di sesso maschile, fu arruolato nella marina inglese e combatté con la Royal Navy. Al ritorno, si specializzò alla Royal Academy of Dramatic Art, iniziando la carriera artistica come attore teatrale (negli anni cinquanta fu membro della compagnia dell'Old Vic), collaborando anche con Richard Burton.
Direttore artistico del Nottingham Playhouse, venne insignito dell'onorificenza di Ufficiale dell'Ordine dell'Impero Britannico; trasferitosi successivamente in Canada, continuò il suo lavoro di direttore artistico, questa volta del Citadel Theatre nella città di Edmonton. In televisione interpretò il ruolo dell'Uomo dalle mani curate nella serie tv X-Files. Nel 1949 si sposò con Caroline Hooper, dalla quale ebbe sei figli.
Al cinema è noto per essere stato il protagonista de Le avventure del Barone di Munchausen (1988) di Terry Gilliam.
Malato di Alzheimer, morì nel 2011, all'età di 86 anni.

## Filmografia

### Cinema
- Ancora una domanda, Oscar Wilde! (Oscar Wilde), regia di Gregory Ratoff (1960)
- Il piacere della disonestà (Mr. Topaze), regia di Peter Sellers (1961)
- Billy Budd, regia di Peter Ustinov (1962)
- Assedio alla Terra (Unearthly Stranger), regia di John Krish (1963)
- Sherlock Holmes: notti di terrore (A Study in Terror), regia di James Hill (1965)
- Le avventure di Gerard (The Adventures of Gerard), regia di Jerzy Skolimowski (1970)
- Le avventure del barone di Munchausen (The Adventures of Baron Munchausen), regia di Terry Gilliam (1988)
- Baby Birba - Un giorno in libertà (Baby's Day Out), regia di Patrick Read Johnson (1994)
- Morti di salute (The Road to Wellville), regia di Alan Parker (1994)
- Piccole donne (Little Women), regia di Gillian Armstrong (1994)
- Pensieri pericolosi (Dangerous Minds), regia di John N. Smith (1995)
- Swann, regia di Anna Benson Gyles (1996)
- Pensieri spericolati (High School High), regia di Hart Bochner (1996)
- Sabotage, regia di Tibor Takács (1996)
- Zona d'ombra: bambole e vudù (Shadow Zone: My Teacher Ate My Homework), regia di Stephen Williams (1997)
- Il quinto elemento (Le cinquième élément), regia di Luc Besson (1997)
- Regeneration, regia di Gillies MacKinnon (1997)
- Time to Say Goodbye?, regia di David Hugh Jones (1997)
- Goodbye Lover, regia di Roland Joffé (1998)
- X-Files - Il film (The X-Files: Fight the Future), regia di Rob Bowman (1998)
- Urban Legend, regia di Jamie Blanks (1998)
- Dinner at Fred's, regia di Shawn Thompson (1999)
- Water Damage, regia di Murray Battle (1999)
- Sunshine, regia di István Szabó (1999)
- Il Duca (The Duke), regia di Philip Spink (1999)
- Bonhoeffer: Agent of Grace, regia di Eric Till (2000)
- Harvard Man, regia di James Toback (2001)
- Delitto e castigo (Crime and Punishment), regia di Menahem Golan (2002)
- Il tempo dei lupi (Time of the Wolf), regia di Rod Pridy (2002)
- Spider, regia di David Cronenberg (2002)
- Cuori estranei (Between Strangers), regia di Edoardo Ponti (2002)
- Hollywood North, regia di Peter O'Brian (2003)
- Moving Malcolm, regia di Benjamin Ratner (2003)
- The Statement - La sentenza (The Statement), regia di Norman Jewison (2003)
- White Knuckles, regia di Leo Scherman (2004)
- Un giorno per sbaglio (Separate Lies), regia di Julian Fellowes (2005)

### Televisione
- Mrs. Dot – film TV (1950)
- ITV Television Playhouse – serie TV, episodi "A Question of Fact" (1955) e "Hedda Gabler (1957)
- Producers' Showcase – serie TV, episodio "Romeo and Juliet" (1957)
- BBC Sunday-Night Theatre – serie TV, episodi "The Bachelor" (1951) e The Life of Henry V (1957)
- The DuPont Show of the Month – serie TV, episodio 2x06 (1959)
- The Wednesday Play – serie TV, episodio "The Order" (1967)
- Half Hour Story – serie TV, episodio "George's Room" (1967)
- Shaggy Dog – film TV (1968)
- Poliziotti in cilindro: i rivali di Sherlock Holmes (The Rivals of Sherlock Holmes) – serie TV, episodio "A Message from the Deep Sea" (1971)
- Il mondo di Shirley (Shirley's World) – serie TV, episodio "Knightmare" (1972)
- Gli invincibili (The Protectors) – serie TV, episodio 1x12 (1972)
- Riel – film TV (1979)
- Grand – serie TV (1990)
- E.N.G. – serie TV, episodio "Acid Test" (1992)
- By Way of the Stars – miniserie TV (1992)
- La strada per Avonlea (Road to Avonlea) – serie TV, episodio "A Dark and Stormy Night" (1992)
- Dieppe – film TV (1993)
- Viaggio al centro della Terra (Journey to the Center of the Earth) – film TV (1993)
- Class of '96 – serie TV, episodio "The Accused" (1993)
- Star Trek: The Next Generation – serie TV, episodio 6x26 (1993)
- Stark – film TV (1993)
- Viper – serie TV, episodio "Thief of Hearts" (1994)
- Message for Posterity – film TV (1994)
- The Song Spinner – film TV (1995)
- X-Files (The X Files) – serie TV (1995-1998)
- X-Files: Il file da non aprire (The X-Files: The Unopened File) (1996) – uscito direttamente in VHS
- Chercheurs d'or – miniserie TV (1996)
- F/X – serie TV, episodio "F/X: The Illusion" (1996)
- Emily of New Moon – serie TV (1998)
- Johnny 2.0 – film TV (1998)
- L'amore non muore mai (Custody of the Heart) – film TV (2000)
- Amazon – serie TV (1999-2000)
- The Stork Derby – film TV (2002)
- The Education of Max Bickford – serie TV, episodio "Past, Present, Future" (2002)
- Trudeau – film TV (2002)
- Queer as Folk – serie TV, episodio 2x18 (2002)
- Odyssey 5 – serie TV, episodio "Pilot: Part 1" (2002)
- Escape from the Newsroom – film TV (2002)
- L'undicesima ora (The Eleventh Hour) – serie TV, 4 episodi (2002)
- Fattore di controllo (Control Factor), regia di Nelson McCormick – film TV (2003)

## Doppiatori italiani
Nelle versioni in italiano delle opere in cui ha recitato, John Neville è stato doppiato da:
- Sergio Graziani in Star Trek: The Next Generation, Pensieri spericolati, Urban Legend
- Walter Maestosi in X-Files (ep. 5x20), X-Files - Il film
- Gianfranco Bellini in Ancora una domanda, Oscar Wilde!
- Giuseppe Rinaldi in Sherlock Holmes: notti di terrore
- Giorgio Lopez in Le avventure del barone di Münchausen
- Giancarlo Padoan in X-Files (st.3-4, ep. 5x13, 5x14)
- Gil Baroni in Morti di salute
- Giorgio Piazza in Piccole donne
- Oreste Rizzini in Pensieri pericolosi
- Sergio Rossi in Sabotage
- Pietro Biondi in Regeneration
- Renato Cortesi ne Il Duca
- Gianni Bonagura in Spider
- Sergio Tedesco in L'undicesima ora
- Dante Biagioni in The Statement - La sentenza